# Nati nel 1913/Dicembre
| Questa pagina contiene informazioni ricavate automaticamente dalle voci biografiche con l'ausilio del template Bio e di un bot. L'aggiornamento è periodico e automatico e ricostruisce completamente la pagina. Se manca una persona in questa lista, sei pregato di non aggiungerla, ma accertati piuttosto che la sua voce biografica contenga il template Bio e che i dati anagrafici siano correttamente compilati. Se il template Bio manca, inseriscilo tu stesso o, in alternativa, metti l'avviso {{tmp\|Bio}} che ne segnala la mancanza. Se i dati riportati sono sbagliati, correggi direttamente la voce biografica; le modifiche saranno visibili in questa lista entro pochi giorni. Per chiarimenti vedi il progetto biografie. La lista contiene solo le 151 persone che sono citate nell'enciclopedia e per le quali è stato implementato correttamente il template Bio. Pagina aggiornata al 26 lug 2025. |

- 1º dicembre - Mary Ainsworth, psicologa canadese († 1999)
- 1º dicembre - Savino Bellini, calciatore e allenatore di calcio italiano († 1974)
- 1º dicembre - Aldo Borlenghi, poeta, filologo e italianista italiano († 1976)
- 1º dicembre - Bertram Clements, calciatore inglese († 2000)
- 1º dicembre - Norman Leavitt, attore statunitense († 2005)
- 1º dicembre - Heorhіj Іlarіonovyč Majboroda, compositore ucraino († 1992)
- 1º dicembre - Mary Martin, attrice, cantante e ballerina statunitense († 1990)
- 1º dicembre - Murray Tyrrell, politico australiano († 1994)
- 2 dicembre - Virginia Carroll, attrice statunitense († 2009)
- 2 dicembre - Pietro Gismondi, giurista italiano († 1986)
- 2 dicembre - Arne Ileby, calciatore norvegese († 1999)
- 2 dicembre - Marc Platt, ballerino, coreografo e attore statunitense († 2014)
- 2 dicembre - Jerry Sohl, autore di fantascienza e sceneggiatore statunitense († 2002)
- 3 dicembre - Ace Gruenig, cestista statunitense († 1958)
- 3 dicembre - Guido Presel, militare e aviatore italiano († 1937)
- 3 dicembre - Charley Shipp, cestista e allenatore di pallacanestro statunitense († 1988)
- 3 dicembre - Mickey Simpson, attore statunitense († 1985)
- 3 dicembre - Omer Vanaudenhove, politico e imprenditore belga († 1994)
- 4 dicembre - Robert Adler, inventore austriaco († 2007)
- 4 dicembre - Dolf Cohen, storico e docente olandese († 2004)
- 4 dicembre - John Kitzmiller, ingegnere, militare e attore statunitense († 1965)
- 4 dicembre - Claude Renoir, direttore della fotografia francese († 1993)
- 4 dicembre - Mark Robson, regista, montatore e produttore cinematografico canadese († 1978)
- 4 dicembre - Sergio Sartof, ufficiale e aviatore italiano († 1940)
- 5 dicembre - Giovanni Bisio, ciclista su strada italiano († 1954)
- 5 dicembre - Giovanni Bollea, psichiatra italiano († 2011)
- 5 dicembre - Esther Borja, soprano cubana († 2013)
- 5 dicembre - Margaret Hayes, attrice statunitense († 1977)
- 5 dicembre - Robert MacBryde, pittore e scenografo scozzese († 1966)
- 5 dicembre - Hubert Meyer, militare tedesco († 2012)
- 6 dicembre - Nikolaj Michajlovič Amosov, cardiochirurgo e politico sovietico († 2002)
- 6 dicembre - Araceli Gilbert, pittrice ecuadoriana († 1993)
- 6 dicembre - Eleanor Holm, nuotatrice e attrice statunitense († 2004)
- 6 dicembre - John Mikaelsson, marciatore svedese († 1987)
- 6 dicembre - Wardell Pomeroy, sessuologo statunitense († 2001)
- 6 dicembre - Giusellino Verna, militare e aviatore italiano († 1941)
- 7 dicembre - Per Anger, diplomatico svedese († 2002)
- 7 dicembre - Luigi Caccia Dominioni, architetto, designer e urbanista italiano († 2016)
- 7 dicembre - František Čáp, regista e sceneggiatore cecoslovacco († 1972)
- 7 dicembre - Andrés Lerín, calciatore e allenatore di calcio spagnolo († 1998)
- 7 dicembre - Alfredo Signori, pittore italiano († 2009)
- 8 dicembre - Silvio Bandini, calciatore italiano († 2000)
- 8 dicembre - Jean-François Van Der Motte, ciclista su strada belga († 2007)
- 8 dicembre - Jean-Marie Robain, attore francese († 2004)
- 8 dicembre - Delmore Schwartz, scrittore statunitense († 1966)
- 9 dicembre - Carlo Bonfanti, ciclista su strada italiano († 2001)
- 9 dicembre - Friedrich Dickel, politico e generale tedesco († 1993)
- 9 dicembre - Mario Fioretti, magistrato italiano († 1943)
- 10 dicembre - George Libman Engel, psichiatra statunitense († 1999)
- 10 dicembre - Vaclaŭ Hebel't, compositore di scacchi bielorusso († 1999)
- 10 dicembre - Gino Piccinini, calciatore italiano
- 10 dicembre - Pannonica de Koenigswarter, mecenate britannica († 1988)
- 11 dicembre - Silvio Ambrosini, politico italiano († 1974)
- 11 dicembre - Egidio Crippa, calciatore italiano († 1996)
- 11 dicembre - Kléber Haedens, scrittore, saggista e giornalista francese († 1976)
- 11 dicembre - Gino Mangiavacchi, partigiano e operaio italiano († 1983)
- 11 dicembre - Jean Marais, attore francese († 1998)
- 11 dicembre - Sunao Sonoda, militare e politico giapponese († 1984)
- 12 dicembre - Emma Castelnuovo, insegnante e matematica italiana († 2014)
- 12 dicembre - Ferenc Csik, nuotatore ungherese († 1945)
- 12 dicembre - Vito Sanzo, politico italiano († 1979)
- 13 dicembre - Gerda Christian, funzionaria tedesca († 1997)
- 13 dicembre - Mario Lozano, attore argentino († 2005)
- 13 dicembre - John Pope-Hennessy, storico dell'arte britannico († 1994)
- 13 dicembre - Bruno Tacconi, scrittore e odontoiatra italiano († 1986)
- 13 dicembre - Primo Visentin, partigiano italiano († 1945)
- 13 dicembre - Stefan Zuck, alpinista tedesco († 1941)
- 14 dicembre - Henri Collomb, psichiatra, medico e neurologo francese († 1979)
- 14 dicembre - Arnaldo Graziosi, pianista e compositore italiano († 1997)
- 14 dicembre - Arsène Mersch, ciclista su strada e ciclocrossista lussemburghese († 1980)
- 14 dicembre - Bobby Mitchell, pallanuotista britannico († 1966)
- 14 dicembre - Michele Parigi, pittore italiano († 1987)
- 14 dicembre - Rosalyn Tureck, pianista e clavicembalista statunitense († 2003)
- 15 dicembre - Mariolino Congiu, allenatore di calcio e calciatore italiano († 1978)
- 15 dicembre - Helmut Höhno, militare tedesco († 1966)
- 15 dicembre - Masayoshi Itō, politico giapponese († 1994)
- 15 dicembre - Prudent Joye, ostacolista francese († 1980)
- 15 dicembre - Uberto Limentani, critico letterario, antifascista e italianista italiano († 1989)
- 15 dicembre - Muriel Rukeyser, poetessa, scrittrice e biografa statunitense († 1980)
- 16 dicembre - Ko Bergman, calciatore olandese († 1982)
- 16 dicembre - Eraldo Gastone, partigiano e politico italiano († 1986)
- 16 dicembre - Ezio Lavoretti, produttore cinematografico italiano († 1975)
- 16 dicembre - Cornelio Vinay, politico italiano († 2009)
- 17 dicembre - Carlo Dell'Antonio, militare, aviatore e partigiano italiano († 1945)
- 17 dicembre - Willy Huber, calciatore svizzero († 1998)
- 17 dicembre - Mary Kenneth Keller, religiosa e educatrice statunitense († 1985)
- 17 dicembre - Emilio Villoresi, pilota automobilistico italiano († 1939)
- 18 dicembre - Lynn Bari, attrice statunitense († 1989)
- 18 dicembre - Alfred Bester, autore di fantascienza statunitense († 1987)
- 18 dicembre - Willy Brandt, politico tedesco († 1992)
- 18 dicembre - André De Dienes, fotografo ungherese († 1985)
- 18 dicembre - Ray Meyer, allenatore di pallacanestro statunitense († 2006)
- 18 dicembre - Marcel Ourdouillié, calciatore francese († 1962)
- 18 dicembre - Zenon Różycki, cestista polacco († 1992)
- 19 dicembre - Ansa Ikonen, attrice e regista finlandese († 1989)
- 19 dicembre - Juan Landázuri Ricketts, cardinale e arcivescovo cattolico peruviano († 1997)
- 19 dicembre - Henri Lesmayoux, cestista francese († 1999)
- 19 dicembre - Pedro Pompei, calciatore argentino
- 19 dicembre - Ernst Stuhlinger, ingegnere tedesco († 2008)
- 19 dicembre - Gigi Vitali, alpinista e militare italiano († 1962)
- 20 dicembre - Giorgio Ansoldi, regista italiano († 1999)
- 20 dicembre - Ernst Ihbe, pistard tedesco († 1992)
- 20 dicembre - Hidehiro Miyashita, giocatore di go giapponese († 1976)
- 20 dicembre - Vincenzo Seratrice, direttore della fotografia italiano
- 21 dicembre - Stanley Benham, bobbista statunitense († 1970)
- 21 dicembre - John e Roy Boulting, regista, sceneggiatore e produttore cinematografico inglese († 1985)
- 21 dicembre - Raich Carter, calciatore e allenatore di calcio britannico († 1994)
- 21 dicembre - Andor Foldes, pianista ungherese († 1992)
- 21 dicembre - Jacques Oudot, medico e alpinista francese († 1953)
- 22 dicembre - Dudley Brooks, musicista statunitense († 1989)
- 22 dicembre - Giorgio Oberweger, discobolo e militare italiano († 1998)
- 22 dicembre - Giovanni Thun Hohenstein, militare italiano († 1938)
- 23 dicembre - Kalevi Ihalainen, cestista e hockeista su ghiaccio finlandese († 1995)
- 23 dicembre - Nunzio Incannamorte, militare italiano († 1943)
- 23 dicembre - Şehzade Mahmud Namik, principe ottomano († 1963)
- 24 dicembre - Ad Reinhardt, pittore statunitense († 1967)
- 24 dicembre - Takashi Yokoyama, nuotatore giapponese († 1945)
- 25 dicembre - Candy Candido, attore e doppiatore statunitense († 1999)
- 25 dicembre - Arvid Emanuelsson, calciatore svedese († 1980)
- 25 dicembre - Tony Martin, attore e cantante statunitense († 2012)
- 25 dicembre - Alan Noel Latimer Munby, saggista e scrittore inglese († 1974)
- 25 dicembre - Paolo Perini, calciatore italiano († 2001)
- 26 dicembre - Ettore Carpi, calciatore italiano († 1935)
- 26 dicembre - Elizabeth David, scrittrice britannica († 1992)
- 26 dicembre - Noël Declercq, ciclista su strada belga († 1945)
- 26 dicembre - Rudolf Karsch, pistard tedesco († 1950)
- 26 dicembre - Frank Swift, giornalista e calciatore inglese († 1958)
- 26 dicembre - Vladimir Tretchikoff, pittore russo († 2006)
- 26 dicembre - Giovanni Vannucci, presbitero e teologo italiano († 1984)
- 27 dicembre - Karl Dröse, hockeista su prato tedesco († 1996)
- 27 dicembre - Kingsley Kennerley, giocatore di snooker inglese († 1982)
- 27 dicembre - Ignace Kowalczyk, calciatore tedesco († 1996)
- 27 dicembre - Kuno von Meyer, militare tedesco († 2010)
- 28 dicembre - Vincent Gaddis, scrittore statunitense († 1997)
- 28 dicembre - Lou Jacobi, attore canadese († 2009)
- 28 dicembre - Charles Maxwell, attore statunitense († 1993)
- 28 dicembre - Henry Rowland, attore statunitense († 1984)
- 28 dicembre - Paolo Silveri, baritono italiano († 2001)
- 29 dicembre - Roderic Alfred Gregory, fisiologo britannico († 1990)
- 29 dicembre - Lucien Jasseron, calciatore e allenatore di calcio francese († 1999)
- 29 dicembre - Chalima Nas'irova, soprano, attrice e politica sovietica († 2003)
- 29 dicembre - Karel Schmuck, pallanuotista cecoslovacco
- 29 dicembre - Pierre Werner, politico lussemburghese († 2002)
- 30 dicembre - Véra Clouzot, attrice e sceneggiatrice brasiliana († 1960)
- 30 dicembre - Remo Cossio, calciatore italiano († 1988)
- 30 dicembre - Jaroslav Kulich, calciatore boemo († 1977)
- 31 dicembre - Pramarn Adireksarn, militare e politico thailandese († 2010)
- 31 dicembre - Amado Azar, pugile argentino († 1971)
- 31 dicembre - Leo-Paul Billeter, calciatore svizzero († 1940)
- 31 dicembre - Carlos Falp, pallanuotista spagnolo († 1982)
- 31 dicembre - Luis Ibaseta, cestista cileno († 1987)